# Рокі
Рокі (рус. «Рокки») — третий и последний альбом рок-группы Brutto. Альбом стал доступен для прослушивания и бесплатного скачивания 1 мая 2017 года.

## Об альбоме
Первый альбом группы Brutto вышел в начале осени 2014 года, сразу же после роспуска группы Ляпис Трубецкой. Второй альбом вышел ровно через год, поэтому третий альбом группы слушатели ожидали осенью 2016 года. Тогда Сергей Михалок очень эмоционально отреагировал на эти ожидания, заявив, что новый альбом они выпустят тогда, когда посчитают нужным:
Мы задали Стахановский темп на Старте! Нам нужен был Рывок, Сверхоскорость, Рекорд!!! Сейчас у наc Хорошая Крейсерская скорость. И Мы не сидим сложа руки <…> Но Третий Альбом Самый Важный. Мы должны показать, что наш Успех не случайность, что мы не сезонная однодневка. Мы выпустим Альбомище!!! Серьёзную работу.
Альбом вышел 1 мая 2017 года. Михалок так описал новую работу:
Мы записали этот альбом ещё в 2016 году. Мы прозевали «старт». Но так даже веселее. Ведь даже с плохим стартом можно прийти к «финишу» первым! Brutto уходит из Большой Политики (там все понятно) в Большую Религию (там все туманно). Sequere Deum!
В альбом вошло 12 композиций. Четыре песни написаны на слова украинского поэта Сергея Жадана («Рокі», «Саботаж», «Папяроска» и «Середні віки»). Песни «Папяроска» и «Рокі» исполняются в переводе на белорусский язык. Песня «Годзе» написана на стихи белорусского поэта Янки Купалы. Англоязычная песня «Cambodia» представляет собой кавер-версию песни 1981 года британской певицы Ким Уайлд. В альбоме присутствует также две песни Ляписа Трубецкого в новой обработке, это «Телевизор» и «Матрёшка». Так же в альбом вошла уже известная композиция «Чёрный Обелиск», которая ранее выходила синглом. Песня написана под впечатлением от романов «Прощай, оружие!» Эрнеста Хемингуэя и «На Западном фронте без перемен» Эриха Марии Ремарка.
На две песни с альбома («Середні віки» и «Рокі») украинским режиссёром Анной Бурячковой были сняты видеоклипы. В видео на песню «Рокі» приняла участие белорусская гимнастка Мелитина Станюта. Андрей Давыдовский снял видео на песню «Папяроска». Основной локацией для съёмок стала заброшенная киевская психбольница. Дмитрий Авдеев снял видеоклип на песню «Годзе», съёмки которого прошли на пляже под Одессой. В клипе Сергей Михалок снят со своей семьёй.

## Список композиций
Слова и музыка всех песен — Сергей Михалок, за исключением отмеченных.
| №   | Название                           | Автор(ы)                | Длительность |
| --- | ---------------------------------- | ----------------------- | ------------ |
| 1.  | «Рокі» (рус. Рокки)                | Сергей Жадан            | 4:18         |
| 2.  | «Саботаж»                          | Сергей Жадан            | 3:06         |
| 3.  | «Новый Сайгон»                     |                         | 2:03         |
| 4.  | «Телевизор»                        |                         | 2:40         |
| 5.  | «Золотой петушок»                  |                         | 2:56         |
| 6.  | «Cambodia» (рус. Камбоджа)         | Марти Уайлд, Рики Уайлд | 3:21         |
| 7.  | «Реконструктор»                    |                         | 3:00         |
| 8.  | «Матрёшка»                         |                         | 3:14         |
| 9.  | «Чёрный Обелиск»                   |                         | 3:33         |
| 10. | «Папяроска» (рус. Папироска)       | Сергей Жадан            | 4:18         |
| 11. | «Середні віки» (рус. Средние века) | Сергей Жадан            | 4:30         |
| 12. | «Годзе» (рус. Хватит)              | Янка Купала             | 3:36         |

## Участники записи
- Сергей Михалок — вокал
- Виталий Гурков — вокал
- Денис Мельник — гитара, вокал
- Петр Лосевский — вокал
- Сергей Бразил — вокал
- Павел Третяк — клавишные, гитара
- Денис Стурченко — бас-гитара
- Денис Шуров — ударные
- Иван Галушко (Цыбуля) — тромбон, бэк-вокал
- Владислав Сенкевич (Краб) — труба, бэк-вокал

## Рецензии
На сайте Experty.by отнеслись к новому альбому прохладно, средняя оценка экспертов составила 5,5 баллов из 10: «Альбом неплохой, но не уровня „Ляписа“: даже плохие каверы на него здесь выглядят сильнее чем опусы Brutto». Алексей Мажаев с сайта InterMedia оценил альбом в 3 балла из 5, по его мнению: «Мы просто слишком многого ждём от Михалка, а он не всегда готов выкладывать именно ожидаемое. Скорее всего, через пару-тройку лет песни с этой пластинки займут свои достойные места в ряду треков Brutto».

### Видеоклипы
- Середні віки (1 ноября 2016 года)
- Рокі (1 марта 2017 года)
- Папяроска (26 сентября 2017 года)
- Годзе (31 октября 2017 года)